# Cửa khẩu Khánh Bình
Cửa khẩu quốc tế Khánh Bình là cửa khẩu quốc tế tại vùng đất xã Khánh Bình, tỉnh An Giang, Việt Nam.
Cửa khẩu quốc tế Khánh Bình thông thương với cửa khẩu Chrey Thom (còn viết là Chrey Thum) ở xã Chrey Thom huyện Koh Thum tỉnh Kandal, Campuchia. 10°56′44″B 105°04′37″Đ / 10,945547°B 105,07698°Đ
Cửa khẩu quốc tế Khánh Bình là điểm cuối của Quốc lộ 91C, tiếp nối qua cầu Long Bình – Chrey Thom sang Đường 21 bên Campuchia.
Cửa khẩu được quy hoạch nâng cấp thành cửa khẩu quốc tế năm 2019.